# Харіс Медуньянін
Харіс Медуньянін (босн. Haris Medunjanin; нар. 8 березня 1985, Сараєво) — боснійський футболіст, півзахисник збірної Боснії і Герцеговини та іспанського клубу «Депортіво» (Ла-Корунья). Виступав також за молодіжну збірну Нідерландів, оскільки має подвійне громадянство.

## Титули і досягнення
- Чемпіон Європи (U-21): 2006, 2007